# Кара-Сай (Иссык-Кульская область)
Кара-Сай (кирг. Кара-Сай) — село в Джети-Огузском районе Иссык-Кульской области Кыргызстана. Входит в состав Барскоонского аильного округа. Код СОАТЕ — 41702 210 815 03 0

## Население
По данным переписи 2022 года, в селе проживало 59 человек.